# اودوولوالا
اودوولوالا (به لاتین: Uduwelwala) یک منطقهٔ مسکونی در سری‌لانکا است که در استان مرکزی (سری‌لانکا) واقع شده‌است.